# Brisa de raïm

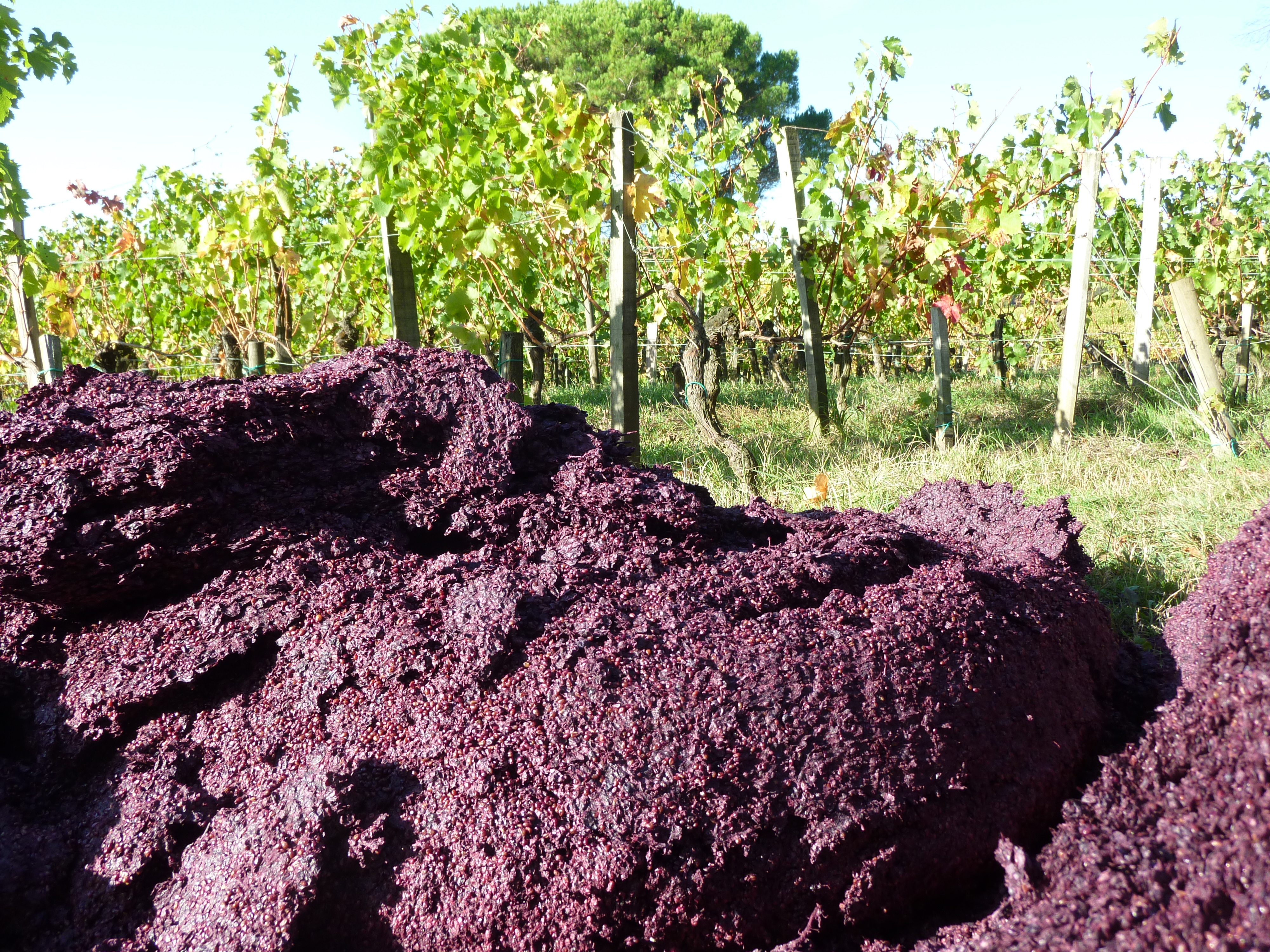
Brisa

La brisa de raïm és el residu sòlid que s'obté després de premsar el raïm per a fer vi. El componen la rapa, la pellofa, el pinyol i la polpa que resta. L'aiguardent de brisa s'obté en destil·lar tot aquest residu, que essent ric en sucres, s'ha transformat en alcohol per fermentació. La brisa també constitueix un menjar, ric en cel·lulosa, per al bestiar remugant, o bé un adob per als camps. També pot ser un combustible si s'aprofita prop del lloc on s'obté, puix que en tenir un gran volum per unitat calorífica el transport no la fa rendible.